# Savage Модель 24
Savage Модель 24 — американська двоствольна комбінована зброя з вертикальним розташуванням стволів виробництва компанії Savage Arms. Базова гвинтівка під набої .22LR та .410 gauge важить 3,17 кг, довжина ствола становить 610 мм при загальній довжині 1041 мм. Для легшого зберігання гвинтівку можна розібрати.

## Історія
Спочатку Savage Модель 24 була представлена компанією Stevens Arms під назвою Модель 22-410 в 1938 році. Під час Другої світової війни повітряний корпус США замовив 15 000 гвинтівок для виживання Моделі 22-410.
В 1950 році компанія Stevens припинила випуск 22-410, а Savage представила ту саму гвинтівку під назвою Модель 24. Базова гвинтівка мала ствол калібру .22LR над гладким стволом .410 калібру довжиною 610 мм при загальній довжині 1041 мм при вазі 3,17 кг. Для зберігання гвинтівку можна було розібрати. Протягом багатьох років випуску, було випущено багато версій гвинтівки, в тому числі існувала версія з пістолетним руків'ям довжиною лише 660 мм. Верхній нарізний ствол був розрахований не лише під набій .22 LR, але й під набої .22 WMR, .22 Hornet, .222 Rem, .223 Rem, .30-30 WCF, .357 Magnum та .357 Maximum. А нижній, гладкий, ствол було розраховано на набої .410, 20 та 12 калібрів. Їх поставляли з дерев'яними та пластиковими ложами, а в прикладах можна було зберігати додаткові набої. Крім того існували різні покриття. Виробництво Моделі 24 було припинено в 2010 році.

## Конструкція
Моделі Stevens та перші моделі Savages мали один спусковий гачок і відкритий ударник, з перемикачем стволів на правому боці ствольної коробки (догори для обрання гвинтівкового та вниз для обрання рушничного стволів) та не мали ручного запобіжника. Пізні моделі мали перемикач на відкритому ударнику (вперед/вниз для обрання ствола дробовика і назад/вгору для обрання ствола гвинтівки) з поперечним затвором і запобіжником ударника через ствольну коробку.

## Savage Модель 242
Savage Модель 242 зовні схожа на Модель 24, окрім того, що обидва стволи розраховані під набій .410 калібру 3" Magnum з ПОВНИМ чоком. Ці гвинтівки випускали в період з 1977 та 1981 року. Як і пізніші Моделі 24, він мав один спусковий гачок і один відкритий ударник з перемикачем стволів вмонтованим в ударник. Крім того гвинтівка мала картатий приклад та рушничний приціл-бусину.

## Savage Модель 42
Savage Модель 42 комбінована зброя представлена в 2012 році, як наступник Моделі 24. Модель 42 мала стволи довжиною 500 мм, при цьому верхній ствол міг стріляти набоями .22 LR або .22 Magnum, а нижній стріляв рушничним набоєм .410 калібру. Вона мала чорну пластикову фурнітуру та регульовані гвинтівкові приціли, які можна було прибрати для встановлення оптичного прицілу. В 2016 році Savage Arms представили Модель 42 «Takedown», яка переламувалася вниз натисканням однієї кнопки.

## Savage Модель 2400
Savage Модель 2400 випускала фінська компанія Valmet, а імпортувала компанія Savage з 1975 по 1980 роки. Це повністю нова конструкція і має мало спільного з Моделлю 24. Модель 2400 має безкурковий УСМ  Superposed з одним спусковим качком. Перемикач вогню був зроблений у вигляд невеликої кнопки на верхній частині спускового гачка. Їх поставляли під набої 12 калібру (2 3/4" лише) на стволом під набій .308 Win або 12 калібру (2 3/4" лише) над стволом під набій .222 Rem.

## Savage Модель 389
Savage Модель 389 італійська комбінована зброя для Savage яку випускали з 1988 по 1990 рік. Як і Модель 2400 вона також має безкурковий УСМ Superposed. Проте, Модель 389 має два спускових гачка і поставлялася під набої 12 калібру (3" Magnum) над стволом .308 Win або 12 калібру (3" Magnum) над стволом .222 Rem.

## Виноски
1. ↑  
Компанію Stevens 1 квітня 1920 року придбала компанія Savage Arms Company. Stevens працювала як дочірня компанія Savage, але мала напівнезалежний статус до 1942 року. Це злиття зробило Savage найбільшим виробником зброї в Сполучених Штатах на той час.